# Silicon on insulator
Silicon on insulator, SOI är en tillverkningsmetod för halvledare. Resultatet är ett chip i flera lager med omväxlande halvledande kisel och isolerande material. Detta används för att minska parasiterande kapacitans.
Det isolerande materialet är oftast kiseldioxid eller safir.